# Pseudeustrotia candidula
Pseudeustrotia candidula là một loài bướm đêm thuộc họ Noctuidae. Loài này có thể có ở châu Âu tới Nhật Bản.
Sải cánh dài ca. 22 mm. Những con sâu bướm gặp ở tháng 5 đến tháng 9 tùy theo địa điểm.
Ấu trùng ăn nhiều thực vật khác nhau, bao gồm Rumex acetosella và Polygonum bistorta.

## Hình ảnh

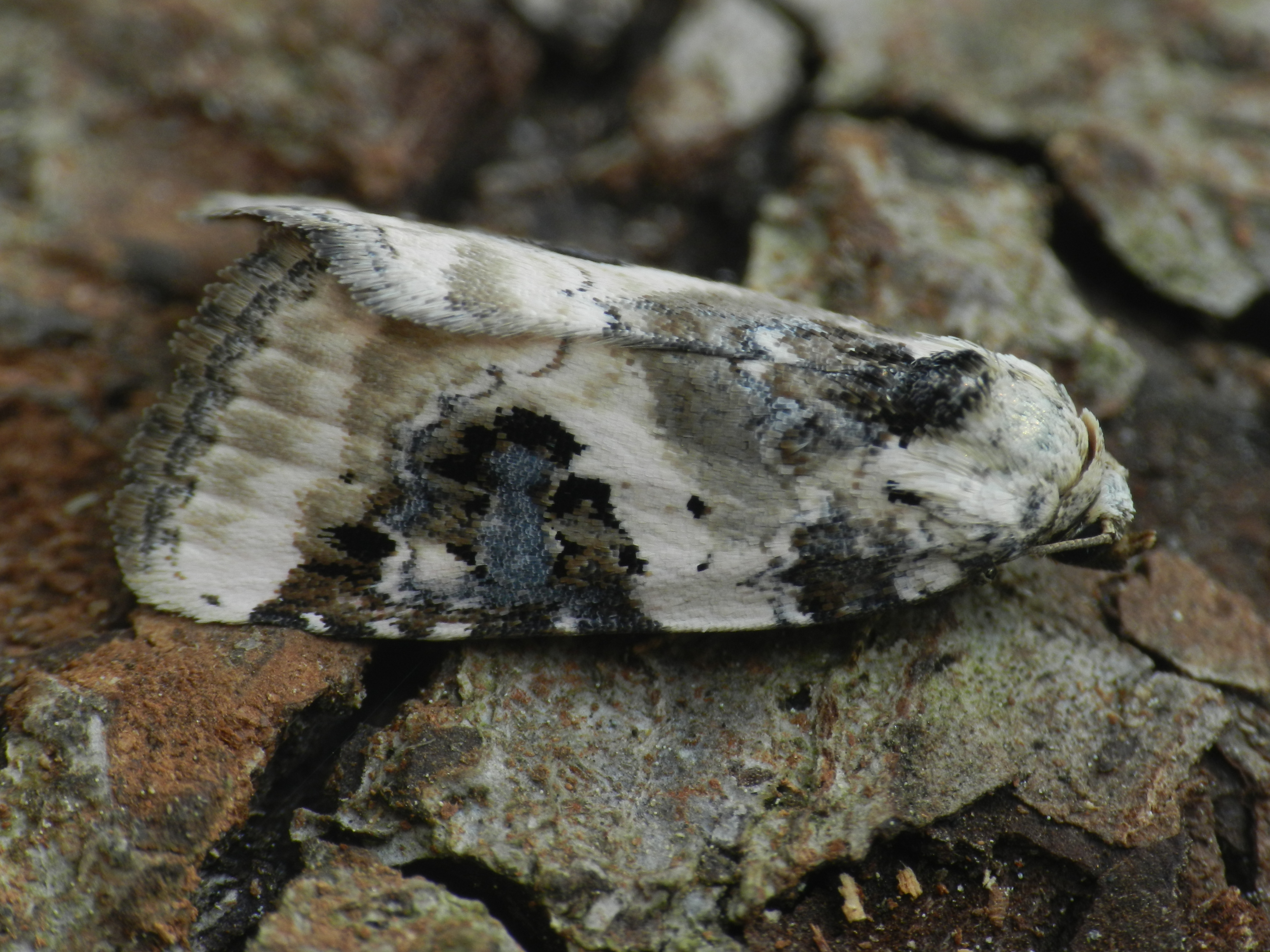
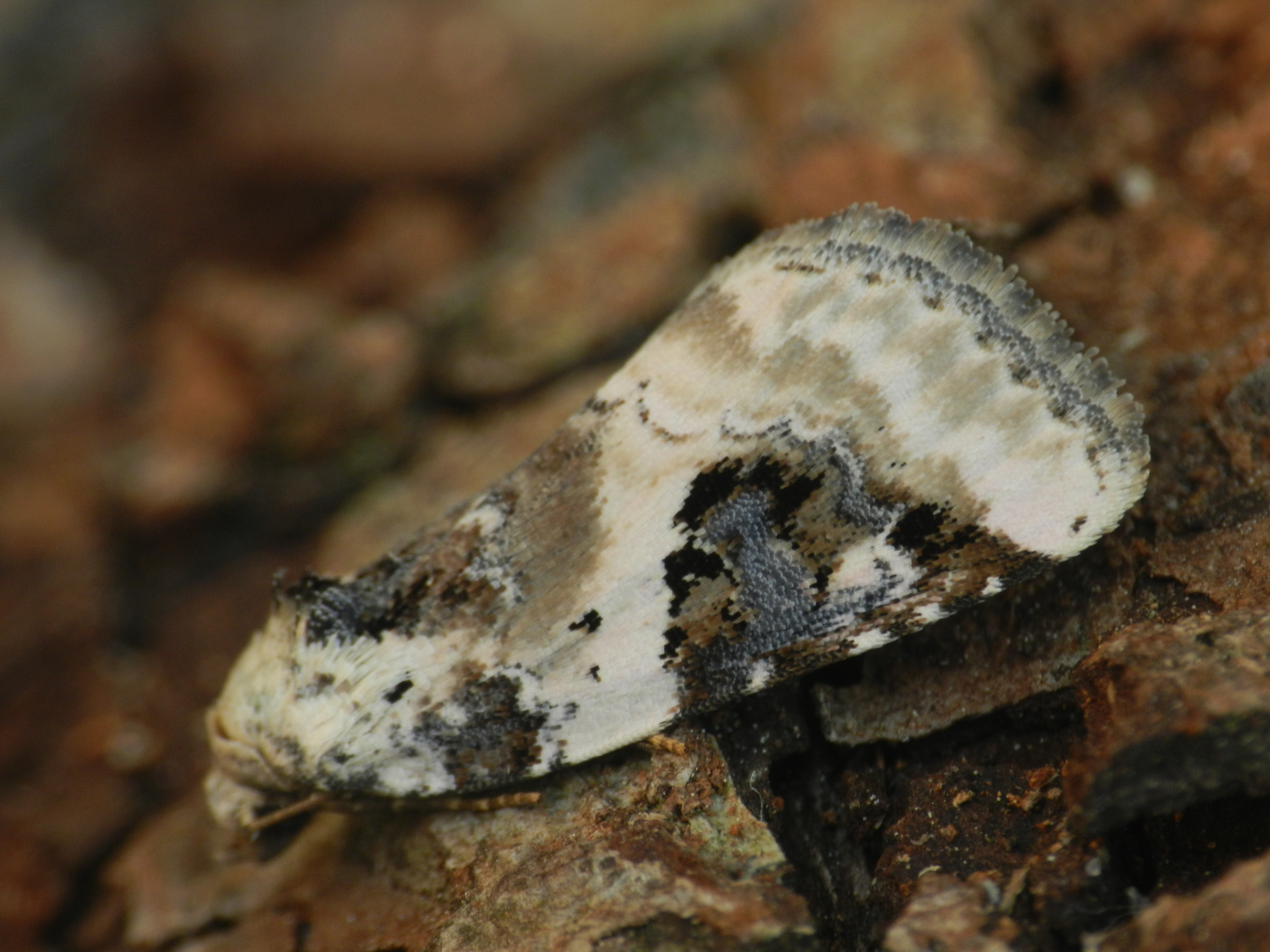